# Хома Ігор Йосипович
Хома Ігор Йосипович (29 квітня 1929, Краків, Польща — 14 жовтня 1984, Львів) — український музикант, композитор, джазмен. Засновник української школи джазової музики, автор джазових п'єс та імпровізацій, естрадних пісень, музики до драматичних вистав та музичних фільмів, засновник та керівник львівського ансамблю «Медікус».

## Життєпис
У 1933 році сім'я переїхала до Підволочиська на Тернопільщині, а в 1945 році — до Львова, де Ігор закінчив середню школу та медичний інститут (1953). Згодом працював науковим співробітником в інституті епідеміології, мікробіології та гігієни. Захистивши кандидатську дисертацію, став викладачем Львівського медичного інституту, отримав звання доцента (1970) і працював там до кінця життя.
Побувавши на фестивалі молоді і студентів у Москві (1957), де виступали джазові колективи, Ігор запалився ідеєю організувати власний ансамбль. Він заснував перший після Другої світової війни український джазовий ансамбль «Ритм» у Львові (1958—1960). Жорстка дисципліна, якою відзначався оркестр, базувалася на авторитеті його організатора і незмінного керівника. 1965 року ансамбль отримав назву «Медікус». Ансамбль брав участь у таких джазових фестивалях, як: «Юність-1973» (Дніпро), «Джаз над Одрою-1972» (Вроцлав), «Меморіал Кшиштофа Комеди-1977» (Варшава).
Хома формував і розвивав імпровізаційний джаз, орієнтований на український мелос. Він мав велику відвагу пропагувати джаз тоді, коли радянська система намагалася знищити у мистецтві все неординарне та ще й з виразним національним акцентом.

Ансамбль «Медікус».

Джаз-оркестр Хоми уперше представляв Україну на фестивалі джазової музики у Тарту (1960) та був єдиним українським колективом на міжнародних фестивалях у Таллінні (1965, 1966, 1967), де збиралися корифеї джазової музики: Георгій Гаранян, Бахолдін, Паулс, З. Намисловскі, Ч. Ллойд, О. Ільїн, О. Зубов тощо. Тісні творчі стосунки єднали Хому із трубачем Олексієм Козловим, теоретиком джазу О. Баташовим та іншими.
Для першого українського музичного фільму Львівської студії телебачення «Залицяльники» (1968) «Медікус» виконував композиції Ігоря Хоми під його керівництвом.

Ігор Хома. Оркестр «Ритм». Виданий 2007 року лейблом «Наш Формат»

### Останній концерт
Останній концерт ансамблю «Медікус» під керівництвом Ігоря Хоми відбувся у Львівському оперному театрі (1981). Після нього композитор мав серйозні неприємності у зв'язку з виконаною коломийкою.
Згодом у музиканта стався інсульт, який поставив точку у його музичній кар'єрі. Залишилася недописаною докторська дисертація. 14 жовтня 1984 року Ігор Хома пішов з життя.
Похований на 12 полі Личаківського цвинтаря.

## Цікаві факти
Хома ставився до студентів із великою добротою. До прикладу: він міг подарувати бідному студентові своє зимове пальто або чоботи.